# Adolf Hollnagel
Adolf Willy Berthold Hollnagel (* 4. August 1907 in Neustrelitz; † 23. Januar 1975 in Schwerin) war ein deutscher Archäologe.

## Leben
Adolf Hollnagel trat nach dem Besuch des Realgymnasiums in Neustrelitz eine Kaufmannslehre (Fa. Nötzelmann, Neubrandenburg) an. Anschließend arbeitete er als kaufmännischer Angestellter u. a. in Wittenberg. Er war Soldat und Unteroffizier im Zweiten Weltkrieg, an dessen Ende er in sowjetische Kriegsgefangenschaft geriet. 1945 wurde er aus einem Kriegsgefangenenlager in Litauen entlassen.

## Wirken
Von 1946 bis 1951 war er Mitarbeiter der Landesbücherei Neustrelitz mit dem Aufgabenbereich Bodendenkmalpflege und Naturschutz als Kollege von Walter Karbe (1877–1956). Von 1951 bis 1975 arbeitete er am Museum für Ur- und Frühgeschichte Schwerin, von 1953 bis 1975 als stellvertretender Leiter (Direktor war Ewald Schuldt). Große Verdienste erwarb sich Hollnagel als Leiter der Bodendenkmalpflege in den Bezirken Rostock, Schwerin und Neubrandenburg (1954–1975). Beispielhaft ist der Aufbau eines dichten Netzwerkes ehrenamtlicher Mitarbeiter. Sorgfalt, Systematik und hohe Fachkenntnis spiegeln die von ihm verfassten Inventarwerke über die ur- und frühgeschichtlichen Denkmäler und Funde der Kreise Neubrandenburg, Neustrelitz und Strasburg sowie die Bibliographie zur Ur- und Frühgeschichte Mecklenburgs. Die doppelköpfige, slawische Götterfigur auf der Fischerinsel im Tollensesee bei Neubrandenburg, die bei seinen Ausgrabungen 1969 entdeckt wurde, zählt zu den bedeutendsten Sachzeugnissen slawischer Geschichte. 
Hollnagel war unverheiratet. Er nahm sich am 23. Januar 1975 im Schweriner Ziegelsee das Leben. Er fand auf dem neuen Friedhof Neustrelitz seine letzte Ruhe.

## Werke
- Die vor- und frühgeschichtlichen Denkmäler und Funde des Kreises Neustrelitz (Petermänken-Verlag, Schwerin 1958).
- Ur- und Frühgeschichte des Stadtkreises Schwerin (Stadtarchiv Schwerin 1960).
- Die vor- und frühgeschichtlichen Denkmäler und Funde des Kreises Neubrandenburg (Petermänken-Verlag, Schwerin 1962).
- Bibliographie zur Ur- und Frühgeschichte Mecklenburgs (Museum f. Ur- u. Frühgeschichte, Schwerin 1968).
- Die ur- und frühgeschichtlichen Denkmäler und Funde des Kreises Strasburg (Deutscher Verlag d. Wiss., Berlin 1973).